# Windhäuser (Meschede)
Windhäuser ist eine Einzelsiedlung im Mescheder Stadtteil Laer im nordrhein-westfälischen Hochsauerlandkreis.

## Geographische Lage
Der Ort besteht aus einem Haus und liegt rund einen Kilometer südwestlich von Schloss Laer an der Landesstraße 840 und am Naturschutzgebiet Ruhrtal bei Laer. Angrenzende Ortschaften sind Berghausen, Calle und Meschede.

## Geschichte
Die Windhäuser entstanden als Arbeiterwohnungen des Grafen von Westphalen. Der genau Zeitpunkt, wann sie erbaut wurden, ist nicht bekannt. In der preußischen Uraufnahme aus der Zeit um 1840 sind Gebäude gegenüber dem heutigen Haus Windhäuser 12 einkartiert. Noch rund 100 Jahre später standen die Gebäude an dieser Stelle. Im Jahr 1839 wohnten dort in zwei Kötterhäusern 14 Personen. 1912 wohnten laut Meyers Orts- und Verkehrslexikon insgesamt sechs Personen in dem Ort.